# تصفیه مغناطیسی آب
تصفیه مغناطیسی آب روشی برای کاهش فرضی اثرات آب سخت به وسیله گذراندن آن از میان میدان مغناطیسی است که به عنوان جایگزین غیر مغناطیسی سختی‌گیر آب به کار می‌رود. اولین بار در طبیعت با مشاهده و اندازه‌گیری میزان سختی آب عبوری از صخره‌هایی با قابلیت مغناطیسی پی به این موضوع برده شد که می‌توان با استفاده از میدان مغناطیسی سختی آب را کاهش داد.
سختی‌گیری مغناطیسی آب روشی است که طی آن ظاهراً اثرات آب سخت با عبور از یک میدان مغناطیسی کاهش می‌یابد. این روش به عنوان یک روش غیر شیمیایی کاربرد دارد. سختی‌گیری مغناطیسی آب تا کنون به روش‌های علمی اثبات نشده است. تصفیه مغناطیسی آب با استفاده از دستگاه‌های سختی‌گیر مغناطیسی قابل انجام است. سختی‌گیرهای مغناطیسی به دلیل وجود میدان مغناطیسی دائمی هزینه‌های رسوب زدایی در چیلر و الکتروموتورها ویا حتی کشاورزی را کاهش می‌دهد. از دیگر مزایای سختی‌گیرهای مغناطیسی می‌توان به نصب آسان آن بر روی انواع لوله اشاره کرد.
این نوع از دستگاه‌ها معایبی نیز دارند مثلاً برد کوتاه آن یکی از مشکلات سختی‌گیرهای مغناطیسی است هم چنین بازدهی آن نسبت به سایر روش‌های موجود سختی‌گیری آب پایین است به طوری که در بهینه‌ترین حالت حدود هشتاد درصد از فرایند رسوب گذاری می‌کاهد.
از انواع سختی‌گیرهای مغناطیسی می‌توان به سختی‌گیر مغناطیسی فلنجی، رزوه‌ای و… اشاره کرد